# العلاقات الأفغانية المالديفية
العلاقات الأفغانية المالديفية هي العلاقات الثنائية التي تجمع بين أفغانستان والمالديف.

## مقارنة بين البلدين
هذه مقارنة عامة ومرجعية للدولتين:
| وجه المقارنة                                              | أفغانستان                    | المالديف       |
| --------------------------------------------------------- | ---------------------------- | -------------- |
| المساحة (كم2)                                             | 652.23 ألف                   | 298            |
| عدد السكان (نسمة)                                         | 34.94 مليون                  | 436.33 ألف     |
| الكثافة السكانية (ن./كم²)                                 | 53.57                        | 146.42 ألف     |
| العاصمة                                                   | كابل                         | ماليه          |
| اللغة الرسمية                                             | اللغة البشتوية، اللغة الدرية | اللغة الديفهي  |
| العملة                                                    | أفغاني                       | روفيه مالديفية |
| الناتج المحلي الإجمالي (بليون دولار)                      | 20.82 مليار                  | 4.60 مليار     |
| الناتج المحلي الإجمالي (تعادل القوة الشرائية) بليون دولار | 62.62 مليار                  | 5.23 مليار     |
| الناتج المحلي الإجمالي الاسمي للفرد دولار أمريكي          | 594                          | 8.39 ألف       |
| الناتج المحلي الإجمالي للفرد دولار أمريكي                 | 1.93 ألف                     | 12.53 ألف      |
| مؤشر التنمية البشرية                                      | 0.479                        | 0.706          |
| رمز المكالمات الدولي                                      | +93                          | +960           |
| رمز الإنترنت                                              | .af                          | .mv            |
| المنطقة الزمنية                                           | ت ع م+04:30                  | ت ع م+05:00    |

## منظمات دولية مشتركة
يشترك البلدان في عضوية مجموعة من المنظمات الدولية، منها:
| علم المنظمة | اسم المنظمة                        | تاريخ انضمام أفغانستان | تاريخ انضمام المالديف |
| ----------- | ---------------------------------- | ---------------------- | --------------------- |
|             | وكالة ضمان الاستثمار متعدد الأطراف | 16 يونيو 2003          | 19 مايو 2005          |
|             | منظمة التعاون الإسلامي             | ?                      | ?                     |
|             | منظمة الشرطة الجنائية الدولية      | ?                      | ?                     |
|             | منظمة حظر الأسلحة الكيميائية       | ?                      | ?                     |
|             | الأمم المتحدة                      | 19 نوفمبر 1946         | 21 سبتمبر 1965        |
|             | مؤسسة التمويل الدولية              | 23 سبتمبر 1957         | 2 فبراير 1983         |
|             | يونسكو                             | 4 مايو 1948            | 18 يوليو 1980         |
|             | مؤسسة التنمية الدولية              | 2 فبراير 1961          | 13 يناير 1978         |
|             | بنك التنمية الآسيوي                | 1966                   | 1978                  |
|             | البنك الدولي للإنشاء والتعمير      | 14 يوليو 1995          | 13 يناير 1978         |
|             | الاتحاد البريدي العالمي            | ?                      | ?                     |
|             | الاتحاد الدولي للاتصالات           | 12 أبريل 1928          | 28 فبراير 1967        |

## وصلات خارجية
- موقع وزارة الخارجية الأفغانية
- موقع وزارة الخارجية المالديفية